# Xian Zong
L'imperatore Xian Zong (in cinese: 唐憲宗;适; 778 – 14 febbraio 820) è stato imperatore della dinastia Tang in Cina.

## Biografia
Regnò dall'805 all'820. Era il figlio maggiore dell'imperatore Shun Zong, che regnò per meno di un anno nell'805 e che lo precedette sul trono. Una volta divenuto imperatore, egli cercò di eliminare lo strapotere dei governatori militari detti Jiedushi, entrando ben presto in conflitto con loro e organizzando per questo diverse campagne militari. La prima di queste fu condotta nell'806 contro Liu Pi allora governatore dell'odierna regione di Chengdu, dopo questo primo successo seguì una seconda campagna nell'807 contro il governatore dell'attuale territorio di Zhenjiang, Li Qi.